# Jeleńska Huta
Jeleńska Huta is een plaats in het Poolse district  Wejherowski, woiwodschap Pommeren. De plaats maakt deel uit van de gemeente Szemud en telt 300 inwoners.